# Сант'Анђело (Ређо ди Калабрија)
Сант'Анђело (итал. Sant'Angelo) је насеље у Италији у округу Ређо ди Калабрија, региону Калабрија.
Према процени из 2011. у насељу је живело 43 становника. Насеље се налази на надморској висини од 777 м.